# Records de Finlande d'athlétisme

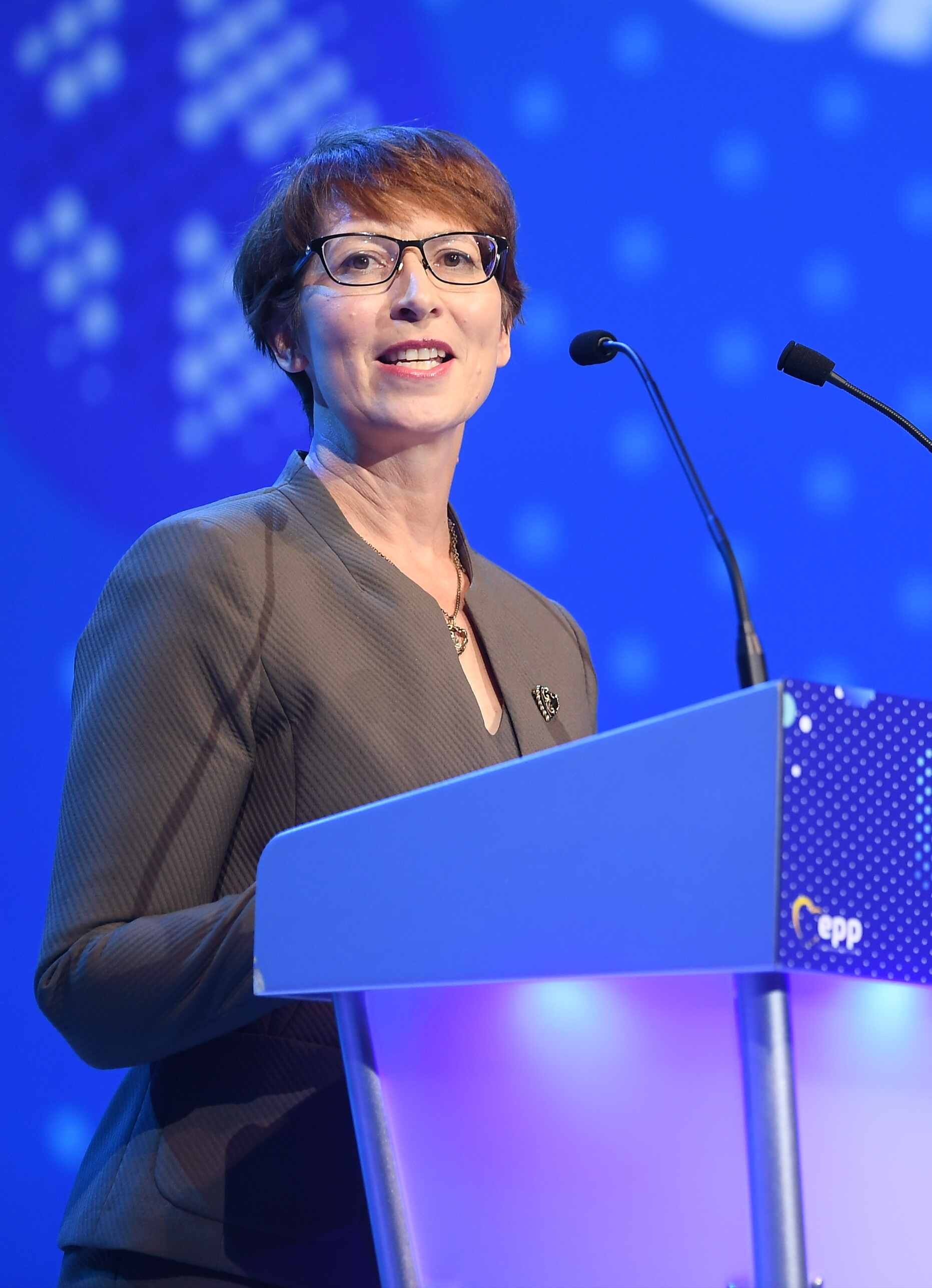
Sari Essayah possède tous les records de Finlande féminin de marche athlétique en extérieur.

Les records de Finlande d'athlétisme sont les meilleures performances réalisées par un ou une athlète finlandais et homologuées par la Fédération finlandaise d'athlétisme.
À partir de 2016, un record de Finlande en salle qui est meilleur que celui en plein air est aussi le nouveau record en plein air, du moment qu'il satisfait aux réglementations techniques. C'est ainsi qu'au saut à la perche, les 4,71 m réalisés par Wilma Murto en salle succèdent aux 4,60 m de Minna Nikkanen réalisés en extérieur. La règle n'étant pas rétroactive, les 22,09 m réalisés le 7 février 2000 par Mika Halvari en salle ne deviennent par exemple pas le nouveau record de Finlande en extérieur du lancer de poids.

## Records de Finlande

### Hommes
| Discipline              | Performance | Athlète                                                                  | Date              | Compétition                   | Lieu                | Réf.   |
| ----------------------- | --- | ------------------------------------------------------------------------ | ----------------- | ----------------------------- | ------------------- | ------ |
| 100 m                   | 10 s 12 (+ 0,9 m/s) | Samuli Samuelsson                                                        | 17 juin 2023      | Kuortane Games                | Kuortane            | [ 2 ]  |
| 200 m                   | 20 s 47 (- 0,2 m/s) | Tommi Hartonen                                                           | 27 septembre 2000 | Jeux olympiques               | Sydney              |        |
| 400 m                   | 45 s 49 | Markku Kukkoaho                                                          | 7 septembre 1972  | Jeux olympiques               | Munich              |        |
| 500 m                   | 1 min 2 s 52 | Olli Turunen                                                             | 30 mai 1989       |                               | Helsinki            |        |
| 600 m                   | 1 min 16 s 93 | Mikko Lahtio                                                             | 5 août 2009       |                               | Lahti               |        |
| 800 m                   | 1 min 44 s 10 | Ari Suhonen                                                              | 16 août 1989      | Weltklasse Zurich             | Zurich              |        |
| 1 000 m                 | 2 min 16 s 88 | Ari Suhonen                                                              | 19 août 1987      |                               | Lahti               |        |
| 1 500 m                 | 3 min 36 s 33 | Pekka Vasala                                                             | 10 septembre 1972 | Jeux olympiques               | Munich              |        |
| 1 500 m                 | 3 min 36 s 3 | Antti Loikkanen                                                          | 16 juin 1980      |                               | Imatra              |        |
| Mile                    | 3 min 55 s 65 | Ari Paunonen                                                             | 26 juin 1977      |                               | Londres             |        |
| 2 000 m                 | 5 min 0 s 32 | Jukka Keskisalo                                                          | 25 juillet 2009   |                               | Lapinlahti          |        |
| 3 000 m                 | 7 min 43 s 2 | Lasse Virén                                                              | 27 juillet 1972   |                               | Oulu                |        |
| 3 000 m                 | 7 min 43 s 20 | Ari Paunonen                                                             | 22 juin 1977      |                               | Cologne             |        |
| 2 miles                 | 8 min 14 s 0 | Lasse Virén                                                              | 14 août 1972      |                               | Stockholm           |        |
| 5 000 m                 | 13 min 16 s 3, | Lasse Virén                                                              | 14 septembre 1972 |                               | Helsinki            |        |
| 10 000 m                | 27 min 30 s 99 | Martti Vainio                                                            | 29 août 1978      | Championnats d'Europe         | Prague              |        |
| 10 km (route)           | 28 min 31 s | Janne Holmén                                                             | 2002              |                               | Madrid              |        |
| 15 km (route)           | 43 min 56 s | Risto Ulmala                                                             | 15 février 1992   |                               | Tampa               |        |
| 20 km (route)           | 58 min 49 s | Jussi Utriainen                                                          | 9 mars 2003       |                               | Alphen aan den Rijn |        |
| Semi-marathon           | 1 h 2 min 50 s | Jussi Utriainen                                                          | 27 mars 2011      | Venloop                       | Venlo               |        |
| 25 km (route)           | 1 h 15 min 15 s | Esko Lipsonen                                                            | 30 avril 1978     |                               | Helsinki            |        |
| 30 km (route)           | 1 h 35 min 43 s | Max Holmnäs                                                              | 14 octobre 1973   |                               | Handen              |        |
| Marathon                | 2 h 10 min 46 s | Janne Holmén                                                             | 13 avril 2008     | Marathon de Rotterdam         | Rotterdam           |        |
| 110 m haies             | 13 s 31 (- 0,3 m/s) | Elmo Lakka                                                               | 2 juin 2021       |                               | Jyväskylä           | [ 5 ]  |
| 300 m haies             | 36 s 04 | Ismo Hämeenniemi                                                         | 26 mai 1992       |                               | Helsinki, Finlande  |        |
| 400 m haies             | 49 s 04 | Oskari Mörö                                                              | 15 août 2016      | Jeux olympiques               | Rio de Janeiro      | [ 6 ]  |
| 3 000 m steeple         | 8 min 10 s 67 | Jukka Keskisalo                                                          | 28 août 2009      | Weltklasse Zurich             | Zurich              |        |
| Saut en hauteur         | 2,31 m | Mika Polku                                                               | 22 juillet 2000   |                               | Viitasaari          |        |
| Saut en hauteur         | 2,31 m | Toni Huikuri                                                             | 11 juin 2002      |                               | Bratislava          |        |
| Saut à la perche        | 5,82 m | Jani Lehtonen                                                            | 26 juin 1993      |                               | Kuortane            |        |
| Saut en longueur        | 8,27 m (+ 1,8 m/s) | Kristian Pulli                                                           | 12 juin 2020      |                               | Espoo               | [ 7 ]  |
| Triple saut             | 17,14 m (- 0,5 m/s) | Simo Lipsanen                                                            | 16 juillet 2017   | Championnats d'Europe espoirs | Bydgoszcz           | [ 8 ]  |
| Lancer du poids         | 21,69 m | Reijo Ståhlberg                                                          | 5 mai 1979        |                               | Fresno              |        |
| Lancer du disque        | 69,97 m | Frantz Kruger                                                            | 15 septembre 2007 |                               | Helsingborg         |        |
| Lancer du marteau       | 83,30 m | Olli-Pekka Karjalainen                                                   | 14 juillet 2004   |                               | Lahti               |        |
| Lancer du javelot       | 93,09 m | Aki Parviainen                                                           | 26 juin 1999      |                               | Kuortane            |        |
| Décathlon               | 8 730 pts | Eduard Hämäläinen                                                        | 5-6 août 1997     | Championnats du monde         | Athènes             |        |
| Décathlon               | 10 s 81 (+0,8 m/s) (100 m), 7,56 m (+0,9 m/s) (saut en longueur), 15,71 m (lancer du poids), 1,97 m (saut en hauteur), 46 s 71 (400 m) / 13 s 74 (+0,8 m/s) (110 m haies), 50,50 m (lancer du disque), 5,20 m (saut à la perche), 59,82 m (javelot), 4 min 37 s 10 (1500 m) |                                                                          |                   |                               |                     |        |
| 3 000 m marche (piste)  | 11 min 19 s 49 | Reima Salonen                                                            | 9 juin 1989       |                               | Helsinki            |        |
| 5 000 m marche (piste)  | 18 min 52 s 24 | Valentin Kononen                                                         | 25 juin 1995      |                               | Lapinlahti          |        |
| 10 000 m marche (piste) | 39 min 23 s 44 | Valentin Kononen                                                         | 26 août 1995      |                               | Helsinki            |        |
| 10 km marche (route)    | 39 min 20 s | Valentin Kononen                                                         | 11 juin 1999      |                               | Helsinki            |        |
| 20 000 m marche (piste) | 1 h 22 min 22 s 6 (ht) | Valentin Kononen                                                         | 6 juin 1993       |                               | Kangasniemi         |        |
| 20 km marche (route)    | 1 h 18 min 22 s | Aku Partanen                                                             | 19 août 2023      | Championnats du monde         | Budapest            | [ 10 ] |
| 35 km marche (route)    | 2 h 28 min 22 s | Aleksi Ojala                                                             | 24 juillet 2022   | Championnats du monde         | Eugene              | [ 11 ] |
| 50 km marche (route)    | 3 h 39 min 34 s | Valentin Kononen                                                         | 26 mars 2000      |                               | Dudince             |        |
| Relais 4 × 100 mètres   | 38 s 92 | Équipe nationale Eetu Rantala Otto Ahlfors Oskari Lehtonen Samuel Purola | 12 août 2018      | Championnats d'Europe         | Berlin              | [ 12 ] |
| Relais 4 × 400 mètres   | 3 min 1 s 12 | Équipe nationale Stig Lönnqvist Ari Salin Ossi Karttunen Markku Kukkoaho | 10 septembre 1972 | Jeux olympiques               | Munich              |        |

### Femmes
| Discipline              | Performance | Athlète                                                                        | Date              | Compétition                             | Lieu              | Réf.   |
| ----------------------- | --- | ------------------------------------------------------------------------------ | ----------------- | --------------------------------------- | ----------------- | ------ |
| 100 m                   | 11 s 13 (+1,0 m/s) | Helinä Marjamaa                                                                | 19 juillet 1983   |                                         | Lahti             |        |
| 150 m                   | 17 s 47 (+1,9 m/s) | Sari Keskitalo                                                                 | 29 juillet 2007   |                                         | Rovaniemi         |        |
| 200 m                   | 22 s 39 (+0,6 m/s) | Mona-Lisa Pursiainen                                                           | 20 août 1973      | Universiade                             | Moscou            |        |
| 300 m                   | 37 s 48 | Riitta Salin                                                                   | 26 juin 1976      |                                         | Londres           |        |
| 400 m                   | 50 s 14 | Riitta Salin                                                                   | 4 septembre 1974  | Championnats d'Europe                   | Rome              |        |
| 500 m                   | 1 min 19 s 1 (ht) | Helle Aro                                                                      | 26 avril 1993     |                                         | Vantaa            |        |
| 600 m                   | 1 min 29 s 41 | Mari Järvenpää                                                                 | 12 août 2006      |                                         | Rauma             |        |
| 800 m                   | 1 min 59 s 41 | Sara Kuivisto                                                                  | 31 juillet 2021   | Jeux olympiques                         | Tokyo             | [ 13 ] |
| 1 000 m                 | 2 min 36 s 15 | Sara Kuivisto                                                                  | 27 juillet 2024   |                                         | Porvoo            |        |
| 1 500 m                 | 4 min 02 s 35 | Sara Kuivisto                                                                  | 4 août 2021       | Jeux olympiques                         | Tokyo             | [ 14 ] |
| Mile                    | 4 min 28 s 12 | Sara Kuivisto                                                                  | 26 août 2023      | The Monument Mile Classic               | Stirling          |        |
| 2 000 m                 | 5 min 42 s 71 | Kristiina Mäki                                                                 | 17 juin 2014      |                                         | Ostrava           |        |
| 3 000 m                 | 8 min 32 s 23 | Nathalie Blomqvist                                                             | 30 mai 2024       | Bislett Games                           | Oslo              |        |
| 5 km (route)            | 15 min 13 s | Annemari Sandell                                                               | 13 avril 1996     |                                         | Portsmouth        |        |
| 5 000 m                 | 14 min 44 s 72 | Nathalie Blomqvist                                                             | 7 juin 2024       | Championnats d'Europe                   | Rome              | [ 15 ] |
| 10 000 m                | 31 min 12 s 78 | Camilla Richardsson                                                            | 20 mai 2023       | Night of the 10,000m PB’s               | Londres           | [ 16 ] |
| 10 km (route)           | 31 min 26 s | Nathalie Blomqvist                                                             | 16 novembre 2024  | Urban Trail de Lille                    | Lille             | [ 17 ] |
| Semi-marathon           | 1 h 9 min 30 s | Alisa Vainio                                                                   | 15 septembre 2024 | Semi-marathon de Copenhague             | Copenhague        | [ 18 ] |
| Marathon                | 2 h 24 min 38 s | Camilla Richardsson                                                            | 3 décembre 2023   | Marathon de Valence                     | Valence           | [ 19 ] |
| 100 m haies             | 12 s 65 (+1,5 m/s) | Lotta Harala                                                                   | 14 juillet 2024   | Résisprint                              | La Chaux-de-Fonds | [ 20 ] |
| 200 m haies             | 27 s 16 | Tiina Lindgren                                                                 | 20 août 1985      |                                         | Kaarina           |        |
| 300 m haies             | 38 s 50 | Viivi Lehikoinen                                                               | 31 mai 2022       | Golden Spike                            | Ostrava           |        |
| 400 m haies             | 54 s 40 | Viivi Lehikoinen                                                               | 6 juin 2023       | Meeting Iberoamericano                  | Huelva            | [ 21 ] |
| 2 000 m steeple         | 6 min 18 s 09 | Johanna Lehtinen                                                               | 17 juillet 2006   |                                         | Tampere           |        |
| 3 000 m steeple         | 9 min 22 s 77 | Ilona Mononen                                                                  | 4 août 2024       | Jeux olympiques                         | Saint-Denis       | [ 22 ] |
| Saut en hauteur         | 1,97 m | Ella Junnila                                                                   | 18 juin 2024      | Paavo Nurmi Games                       | Turku             | [ 23 ] |
| Saut à la perche        | 4,85 m | Wilma Murto                                                                    | 17 août 2022      | Championnats d'Europe d'athlétisme 2022 | Munich            |        |
| Saut en longueur        | 6,85 m (+0,8 m/s) | Ringa Ropo-Junnila                                                             | 9 août 1990       |                                         | Lahti             |        |
| Triple saut             | 14,64 m (-0,4 m/s) | Kristiina Mäkelä                                                               | 19 août 2022      | Championnats d'Europe                   | Munich            |        |
| Lancer du poids         | 18,57 m | Asta Ovaska                                                                    | 20 août 1989      |                                         | Stockholm         |        |
| Lancer du disque        | 67,02 m | Ulla Lindholm                                                                  | 23 août 1983      |                                         | Helsinki          |        |
| Lancer du marteau       | 74,85 m | Krista Tervo                                                                   | 30 août 2024      | Jeux olympiques                         | Helsinki          | [ 24 ] |
| Lancer du javelot       | 64,90 m | Paula Huhtaniemi                                                               | 10 août 2003      |                                         | Helsinki          |        |
| Heptathlon              | 6404 pts | Satu Ruotsalainen                                                              | 26-27 août 1991   | Championnats du monde                   | Tokyo             |        |
| Heptathlon              | 13.54 (+1,1 m/s) (100 m haies), 1,88 m (saut en hauteur), 12,46 m (lancer du poids), 24.20 (+0,2 m/s) (200 m), 6,18 m (0,0 m/s) (saut en longueur), 47,04 m (javelot), 2 min 13 s 24 (800 m) |                                                                                |                   |                                         |                   |        |
| 3 000 m marche (piste)  | 11 min 59 s 60 | Sari Essayah                                                                   | 27 juin 1993      |                                         | Lapinlahti        |        |
| 5 000 m marche (piste)  | 20 min 28 s 62 | Sari Essayah                                                                   | 9 juillet 1994    | Championnats de Finlande                | Tuusula           |        |
| 5 km marche (route)     | 21 min 15 s 6 | Sari Essayah                                                                   | 12 août 1989      |                                         | Lapinlahti        |        |
| 10 000 m marche (piste) | 42 min 37 s 0 | Sari Essayah                                                                   | 8 mai 1993        |                                         | Fana              |        |
| 10 km marche (route)    | 42 min 20 s | Sari Essayah                                                                   | 7 août 1995       | Championnats du monde                   | Göteborg          |        |
| 20 km marche (route)    | 1 h 32 min 05 s | Sari Essayah                                                                   | 5 mai 1996        | Championnats de Finlande                | Vantaa            |        |
| 35 km marche (route)    | 2 h 57 min 42 s | Elisa Neuvonen                                                                 | 22 juillet 2022   | Championnats du monde                   | Eugene            | [ 25 ] |
| Relais 4 × 100 mètres   | 43 s 37 | Équipe nationale Anu Pirttimaa Sisko Hanhijoki Sanna Hernesniemi Marja Salmela | 21 août 1993      | Championnats du monde                   | Stuttgart         |        |
| Relais 4 × 400 mètres   | 3 min 25 s 7 | Équipe nationale Marika Eklund Mona-Lisa Pursiainen Pirjo Häggman Riitta Salin | 8 septembre 1974  | Championnats d'Europe                   | Rome              |        |

## Records de Finlande en salle

### Hommes
| Discipline            | Performance | Athlète                                                               | Date               | Compétition                        | Lieu         | Réf.   |
| --------------------- | --- | --------------------------------------------------------------------- | ------------------ | ---------------------------------- | ------------ | ------ |
| 60 m                  | 6 s 58 | Markus Pöyhönen                                                       | 4 mars 2003        |                                    | Helsinki     |        |
| 60 m                  | 6 s 58 | Markus Pöyhönen                                                       | 14 mars 2003       | Championnats du monde en salle     | Birmingham   |        |
| 200 m                 | 20 s 72 | Jonathan Åstrand                                                      | 9 février 2013     |                                    | Växjö        |        |
| 400 m                 | 47 s 09 | Jussi Heikkilä                                                        | 2 mars 2008        | SEC Championships                  | Fayetteville |        |
| 800 m                 | 1 min 47 s 36 | Markku Taskinen                                                       | 12 mars 1978       | Championnats d'Europe              | Milan        |        |
| 1500 m                | 3 min 38 s 16 | Antti Loikkanen                                                       | 12 mars 1978       | Championnats d'Europe              | Milan        |        |
| 3000 m                | 7 min 52 s 97 | Pekka Päivärinta                                                      | 11 mars 1973       | Championnats d'Europe              | Rotterdam    |        |
| 5000 m                | 13 min 55 s 76 | Ari Paunonen                                                          | 27 janvier 1984    | Millrose Games                     | New York     |        |
| 60 m haies            | 7 s 56 | Arto Bryggare                                                         | 6 mars 1983        | Championnats d'Europe en salle     | Budapest     |        |
| 60 m haies            | 7 s 56 | Arto Bryggare                                                         | 22 février 1987    | Meeting du Pas-de-Calais           | Liévin       |        |
| 400 m haies           | 50 s 59 | Jussi Heikkilä                                                        | 9 février 2005     | Botnia Games                       | Korsholm     |        |
| Saut en hauteur       | 2,33 m | Osku Torro                                                            | 5 février 2011     | Finland–Sweden–Norway Indoor Match | Tampere      |        |
| Saut à la perche      | 5,83 m | Jani Lehtonen                                                         | 8 mars 1994        |                                    | Stockholm    |        |
| Saut en longueur      | 8,24 m | Kristian Pulli                                                        | 5 mars 2021        | Championnats d'Europe              | Toruń        | [ 26 ] |
| Triple saut           | 16,84 m | Simo Lipsanen                                                         | 5 mars 2017        | Championnats d'Europe              | Belgrade     |        |
| Lancer du poids       | 22,09 m | Mika Halvari                                                          | 7 février 2000     |                                    | Tampere      |        |
| Heptathlon            | 5810 pts | Vesa Rantanen                                                         | 10–11 février 2001 |                                    | Jyväskylä    |        |
| Heptathlon            | 7 s 12 (60 m), 6,83 m (saut en longueur), 10,74 m (lancer du poids), 2,06 m (saut en hauteur), 8 s 03 (60 m haies), 5,50 m (saut à la perche), 2 min 49 s 94 (1000 m) |                                                                       |                    |                                    |              |        |
| 5000 m marche         | 18 min 47 s 26 | Valentin Kononen                                                      | 13 février 1999    |                                    | Jyväskylä    |        |
| Relais 4 × 400 mètres | 3 min 18 s 16 | IF Kraft Närpiö Staffan Holmberg Stefan Ivars Thomas Asp Hans Nordman | 27 février 1994    |                                    | Jyväskylä    |        |

### Femmes
| Discipline            | Performance | Athlète                                                                             | Date            | Compétition                       | Lieu         | Réf.   |
| --------------------- | --- | ----------------------------------------------------------------------------------- | --------------- | --------------------------------- | ------------ | ------ |
| 60 m                  | 7 s 16 | Lotta Kemppinen                                                                     | 20 février 2021 | Championnats de Finlande en salle | Jyväskylä    | [ 27 ] |
| 200 m                 | 23 s 03 | Sanna Hernesniemi-Kyllönen                                                          | 14 mars 1993    | Championnats du monde en salle    | Toronto      |        |
| 400 m                 | 52 s 37 | Ella Räsänen                                                                        | 1er mars 2013   |                                   | Göteborg     |        |
| 800 m                 | 2 min 03 s 38 | Tytti Reho                                                                          | 11 mars 2000    | NCAA Division I Championships     | Fayetteville |        |
| 1500 m                | 4 min 11 s 89 | Sandra Eriksson                                                                     | 19 février 2015 | XL Galan                          | Stockholm    |        |
| 3000 m                | 8 min 53 s 60 | Camilla Richardsson                                                                 | 2 mars 2023     | Championnats d'Europe en salle    | Istanbul     | [ 28 ] |
| 5000 m                | 16 min 16 s 13 | Minna Rasimus                                                                       | 5 février 1999  |                                   | Indianapolis |        |
| 60 m haies            | 7 s 79 | Reetta Hurske                                                                       | 22 février 2023 | Meeting de Madrid                 | Madrid       |        |
| Saut en hauteur       | 1,96 m | Ella Junnila                                                                        | 7 mars 2021     |                                   | Toruń        | [ 29 ] |
| Saut à la perche      | 4,71 m (WJR) | Wilma Murto                                                                         | 31 janvier 2016 | Zweibrücken Meeting               | Deux-Ponts   |        |
| Saut en longueur      | 6,78 m | Ringa Ropo-Junnila                                                                  | 19 février 1991 | XL Galan                          | Stockholm    |        |
| Triple saut           | 14,38 m | Kristiina Mäkelä                                                                    | 8 février 2019  | Meeting de Madrid                 | Madrid       |        |
| Lancer du poids       | 17,84 m | Asta Hovi-Ovaska                                                                    | 23 février 1986 | Championnats d'Europe en salle    | Madrid       |        |
| Pentathlon            | 4 677 pts | Saga Vanninen                                                                       | 1er mars 2024   | Championnats du monde en salle    | Glasgow      | [ 30 ] |
| Pentathlon            | 8 s 33 (60 m haies), 1,79 m (saut en hauteur), 15,01 m (lancer du poids), 6,41 m (saut en longueur), 2 min 20 s 54 (800 m) |                                                                                     |                 |                                   |              |        |
| 3000 m marche         | 12 min 06 s 10 | Sari Essayah                                                                        | 13 mars 1993    | Championnats du monde en salle    | Toronto      |        |
| Relais 4 × 400 mètres | 3 min 55 s 20 | Lappeenrannan Urheilu Miehet Stiina Rossi Marjut Töyli Hanna Häkkinen Annika Kumlin | 27 février 1994 |                                   | Jyväskylä    |        |